# María Calaf Miracle de Nuestra Senora de la Providencia
Maria Calaf Miracle de Nuestra Senora de la Providencia (ur. 18 grudnia 1871; zm. 19 sierpnia 1936) – hiszpańska błogosławiona Kościoła katolickiego. 
Z domu wyniosła religijne wychowanie i została zakonnicą. W czasie wojny domowej w Hiszpanii została zamordowana na plaży Playa del Saler w pobliżu Walencji, w wieku 65 lat.
Beatyfikował ją papież Jan Paweł II w dniu 11 marca 2001 roku w grupie 232 towarzyszy Józefa Aparicio Sanza.